# Le Coq et le Renard

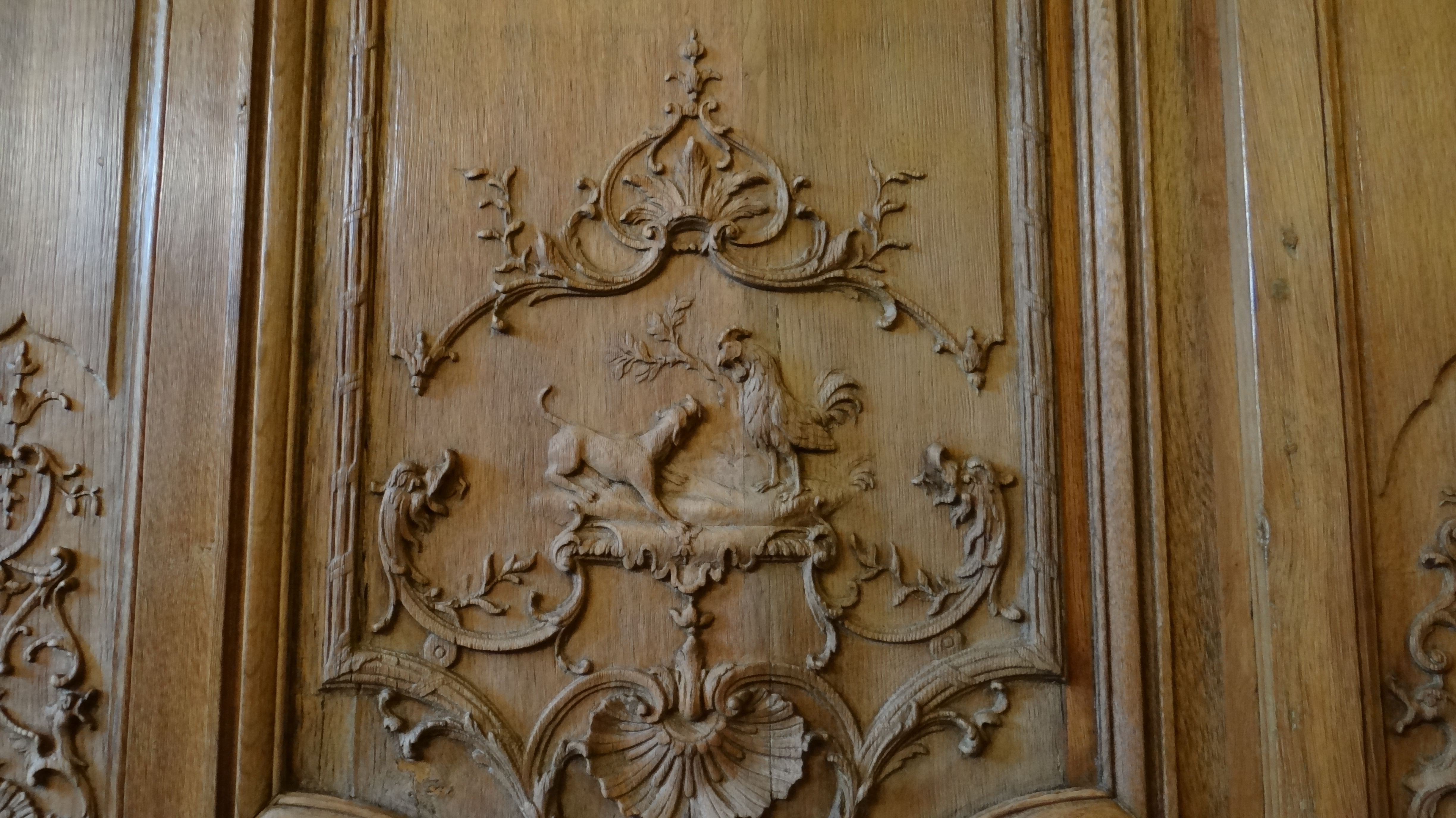
Le Coq et le Renard, Hôtel de Noirmoutier, Paris

Le Coq et le Renard est la quinzième fable du livre II de Jean de La Fontaine situé dans le premier recueil des Fables de La Fontaine, édité pour la première fois en 1668.

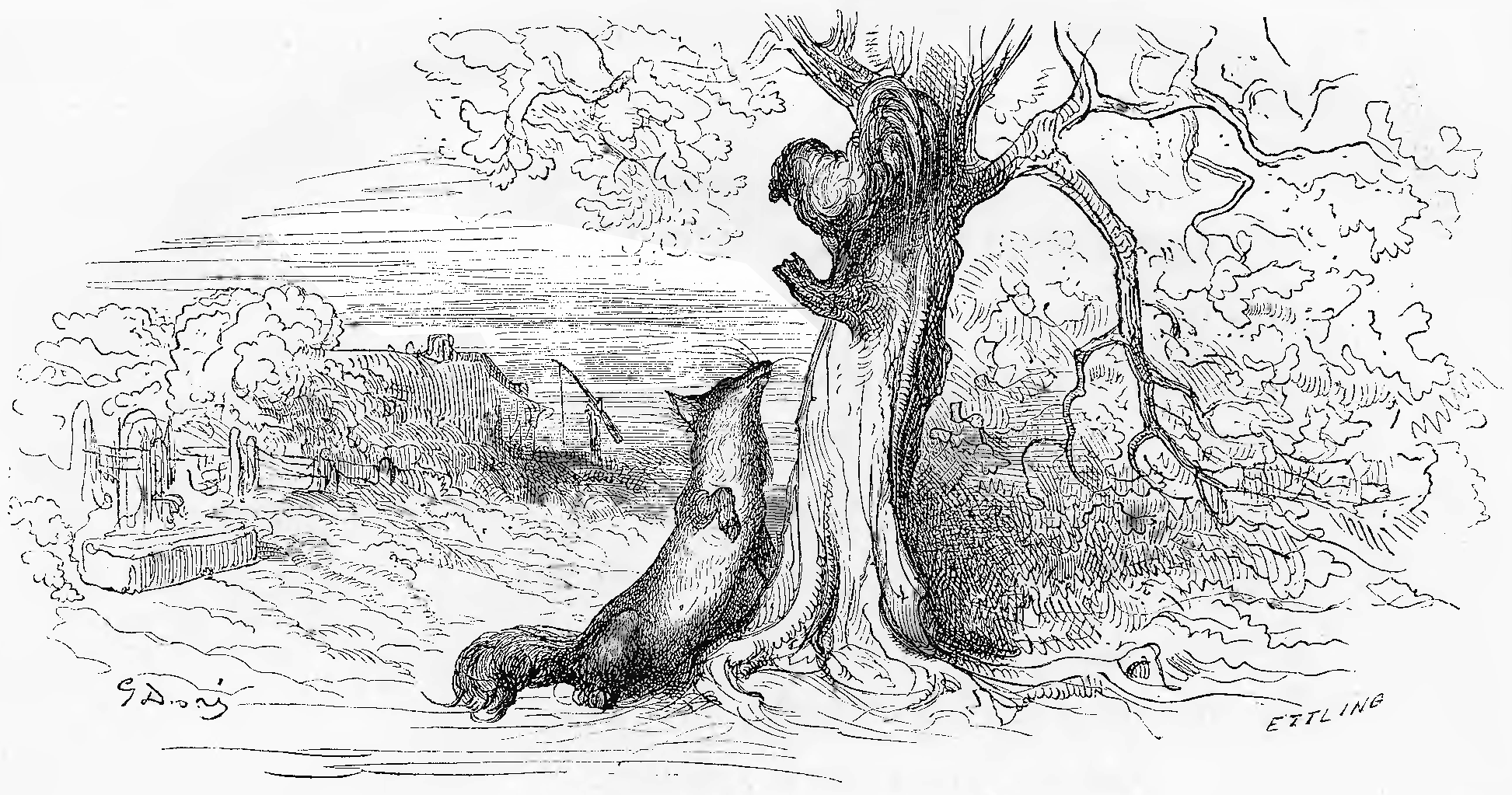
Illustration de Gustave Doré (1876)

Fable de Jean de la fontaine en 1668 📖📖📖📖

## Texte
LE COQ ET LE RENARD
[Ésope + Le roman de Renart  + Guéroult]

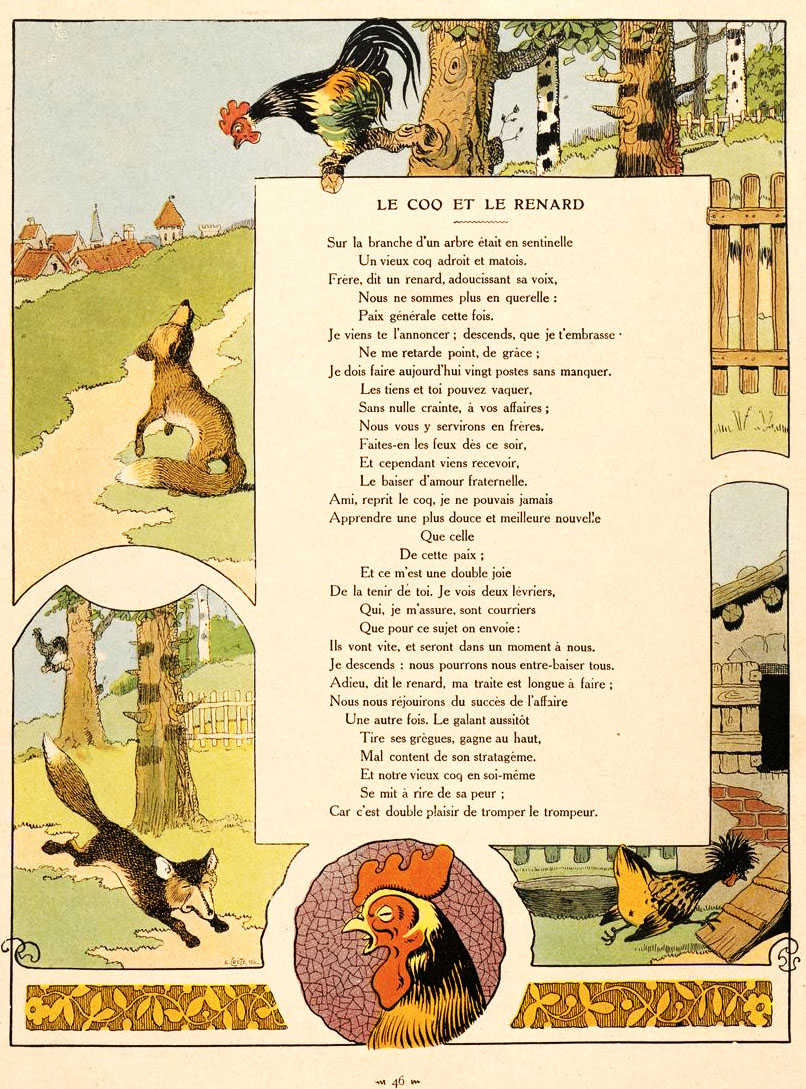
Illustration de Benjamin Rabier (1906)

Sur la branche d’un arbre était en sentinelle 
Un vieux Coq adroit et matois (1).  
" Frère, dit un Renard, adoucissant sa voix,
Nous ne sommes plus en querelle :
Paix générale cette fois. 
Je viens te l’annoncer ; descends, que je t’embrasse.
Ne me retarde point, de grâce ;
Je dois faire aujourd’hui vingt postes (2) sans manquer (3). 
Les tiens et toi pouvez vaquer,
Sans nulle crainte, à vos affaires ;
Nous vous y servirons en frères. 
Faites-en les feux (4) dès ce soir,
Et cependant viens recevoir 
Le baiser (5) d’amour fraternelle. 
- Ami, reprit le Coq, je ne pouvais jamais (6) 
Apprendre une plus douce et meilleure nouvelle 
Que celle 
De cette paix ;
Et ce m’est une double joie 
De la tenir de toi. Je vois deux Lévriers,
Qui, je m’assure (7), sont courriers 
Que pour ce sujet on envoie :
Ils vont vite, et seront dans un moment à nous. 
Je descends : nous pourrons nous entre-baiser tous. 
- Adieu, dit le Renard, ma traite (8) est longue à faire :
Nous nous réjouirons du succès de l’affaire 
Une autre fois. " Le galant (9) aussitôt 
Tire ses grègues (10), gagne au haut (11),
Mal content de son stratagème. 
Et notre vieux coq en soi-même 
Se mit à rire de sa peur ;
Car c’est double plaisir de tromper le trompeur.

Vocabulaire
(1) rusé, sans scrupule, filou. "Rusé, difficile à être trompé, adroit à tromper les autres" (dictionnaire de Furetière)             
(2) Une poste est la distance qui sépare deux relais de chevaux pour les courriers (environ deux lieues) : 20 relais de poste c'est donc une distance d'environ 160km
(3) sans faute
(4) réjouissez-vous. "Faire des feux de joie. Ce sont des marques de la joie publique qui se font par le feu, les fusées volantes, pétards, canons et boîtes, etc." (dictionnaire de Richelet)
(5) baiser de paix de l'église catholique
(6) je n'aurais jamais pu
(7) "On dit je m'assure pour dire je le conjecture" (dictionnaire de Furetière). Voir Molière L'école des femmes, II, 2 : "Quelque chien enragé l'a mordu, je m'assure"
(8) chemin qu'un voyageur fait d'un lieu à un autre sans se reposer
(9) le rusé
(10) relève ses hauts de chausses ou culotte (pantalon) pour courir plus vite, s'enfuit
(11) s'éloigne, s'enfuit vers les hauteurs

## Mise en musique
- Jean Françaix (1963)